# Boronia citriodora
Espèce
Statut CITES
Boronia citriodora est une espèce d'arbuste sclérophylle de la famille des Rutaceae originaire d'Australie.

## Description
Cet arbuste est haut de moins de 1 m. Les feuilles opposées font 7 à 15 mm de long. Les fleurs roses apparaissent de décembre à mars.
Les feuilles écrasées dégagent une odeur de citron.